# 광 모듈
광 모듈(optical module)은 일반적으로 고대역폭 데이터 통신 애플리케이션에 사용되는 핫 플러그 가능 광 트랜시버이다. 광 모듈은 일반적으로 시스템 내부에 연결되는 쪽에 전기 인터페이스를, 광섬유 케이블을 통해 외부 세계에 연결되는 쪽에 광학 인터페이스를 가지고 있다. 폼 팩터 및 전기 인터페이스는 종종 멀티 소스 어그리먼트(MSA)를 사용하는 관련 그룹에 의해 지정된다. 광 모듈은 전면 패널 소켓이나 온보드 소켓에 연결할 수 있다. 때때로 광 모듈은 외부 세계에 대한 능동 또는 수동 전기 연결을 구현하는 전기 인터페이스 모듈로 대체된다. 거대한 산업이 광 모듈의 제조 및 사용을 지원한다.

## 전기 인터페이스 유형
수년 동안 사용되어 온 광 모듈의 전기 인터페이스에는 여러 가지 변형이 있었다.

### 아날로그 직접
초기 형태의 광 모듈은 아날로그 NRZ 전기 인터페이스를 가지고 있었다. 전송 방향에서는 광 모듈이 전면 시스템 카드에서 오는 아날로그 신호로 레이저 또는 LED를 직접 구동했다. 수신 방향에서는 모듈이 아날로그 광-전기 수신기 회로의 출력으로 수신 전기 인터페이스를 직접 구동했다.

### 디지털 (리타이밍)
속도가 증가함에 따라 전기 인터페이스는 리타이밍 디지털 인터페이스로 변경되었다. 광학 인터넷워킹 포럼(OIF)에서 정의한 공통 전기 인터페이스(CEI)는 이러한 인터페이스의 중앙 정의 문서 역할을 했다. IEEE 802.3 이더넷 워킹 그룹 또한 모듈 인터페이스 정의에 영향을 미쳤다.

### 디지털 (비리타이밍)
모듈 내에서 전력을 절약하기 위해, CEI와 같은 디지털 인터페이스 정의를 사용하지만 모듈 내에서 신호를 리타이밍하지 않는 광 모듈이 제작되었다. 이러한 모듈은 양쪽 끝 사이에 아날로그 연결을 제공했다.

### 아날로그 코히어런트 광학 (ACO)
광학 인터넷워킹 포럼은 2016년에 CFP2-ACO 또는 CFP2 - 아날로그 코히어런트 광 모듈 상호 운용성 협정(IA)을 발표했다. 이 IA는 디지털 신호 처리 장치(DSP)가 메인 보드에 있고 아날로그 광학 부품이 모듈에 있는 구성을 지원한다. 이 IA는 DSP가 모듈 전력 범위를 초과하는 경우에 유용하다. ACO 인터페이스는 링크가 시스템에 유연한 대역폭을 제공하는 경우, 예를 들어 FlexE와 결합될 때 코히어런트 광학 애플리케이션에 사용될 수 있다. 초기 ACO IA는 CFP2 모듈용이다. 사용되는 일반적인 광 변조 방식에는 듀얼 편파 직교 위상 편이 변조(DP-QPSK) 및 QAM-16이 포함된다.

### 디지털 코히어런트 광학 (DCO)
이러한 모듈은 DSP를 모듈에 탑재하고 기존의 리타이밍 디지털 인터페이스를 사용한다. 이러한 모듈은 ACO 인터페이스와 동일한 광 변조 기술을 사용할 수 있다.

## 광학 변조 및 다중화 유형
다양한 형태의 광 변조 및 다중화가 광 모듈에 사용되어 왔다.

### NRZ 및 PAM-4 직접 변조
역사적으로 가장 일반적인 변조 기술은 온-오프 변조 또는 NRZ였다. 펄스 진폭 변조(PAM-4) 또한 광범위하게 사용되어 왔다.

### 코히어런트 변조
2010년대에는 코히어런트 광 변조가 사용되었다. 기술에는 이중 편파 직교 위상 편이 변조(DP-QPSK) 및 QAM-16이 포함된다.

### 튜너블 광학 주파수
튜너블 레이저는 때때로 광 메시 네트워크나 ROADM에서 특정 경우에 필요한 것과 같은 다양한 형태의 네트워크 기반 광학 스위칭을 모듈이 지원할 수 있도록 사용된다. 이 경우 송신 레이저는 다른 광학 주파수/파장으로 튜닝될 수 있다. 마찬가지로 수신기는 다른 광학 주파수를 수신할 수 있다.

### 람다 다중화
일부 광 모듈에서는 파장 분할 다중 (WDM)을 사용하여 람다(lambdas)라고도 불리는 서로 다른 광학 파장이 다중화된다. 변형에는 CWDM(Coarse WDM), DWDM(Dense WDM)이 포함된다.

## 모듈 내 구성 요소
광 모듈에는 일련의 구성 요소가 내부에 있으며, 그중 일부는 표준 개발 기관의 주목을 받았다.

### 모듈 내 기어박스
많은 경우 광학 인터페이스의 보드 레이트는 전기 인터페이스의 보드 레이트와 일치하지 않는다. 이 경우 기어박스가 모듈 내에서 두 속도 사이를 변환하는 데 사용된다. 예를 들어 모듈이 4 x 25 Gb/s 전기 입력과 2파장 50 Gb/s 광학 인터페이스를 지원하는 경우, 기어박스는 25 GBaud와 50 GBaud 사이를 변환해야 한다.

### 모듈 내 전방 오류 정정
특히 장거리 모듈 시장에서는 모듈 내 전방 오류 정정(FEC)이 포함되었다. 이는 독점 및 표준 기반 형태로 모두 존재한다.

### 모듈 내 광 트랜시버 구현 협정
OIF는 일련의 모듈 내 구성 요소, 특히 코히어런트 전송에 중점을 둔 다중 공급업체 상호 운용성을 만들기 위한 상호 운용성 협정을 만들었다. 여기에는 다음이 포함된다.
- 고대역폭 통합 편광 다중화 직교 변조기[3]
- 통합 편광 다중화 직교 변조 송신기[4]
- 통합 이중 편파 마이크로 인트라다인 코히어런트 수신기[5]

### 모듈 내 튜너블 레이저 구현 협정
OIF는 광 모듈에 때때로 사용되는 튜너블 레이저에 대한 다중 공급업체 상호 운용성을 만들기 위한 상호 운용성 협정을 만들었다. 여기에는 다음이 포함된다.
- 통합 가능 튜너블 레이저 어셈블리 다중 소스 협정[6]
- 마이크로 통합 가능 튜너블 레이저 어셈블리 구현 협정[7]

### 송신 광 서브 어셈블리
광 모듈의 송신 광 서브 어셈블리 또는 TOSA는 광 송신기를 위한 전기 신호를 광 신호로 변환한다.

## 전기 케이블 등가물

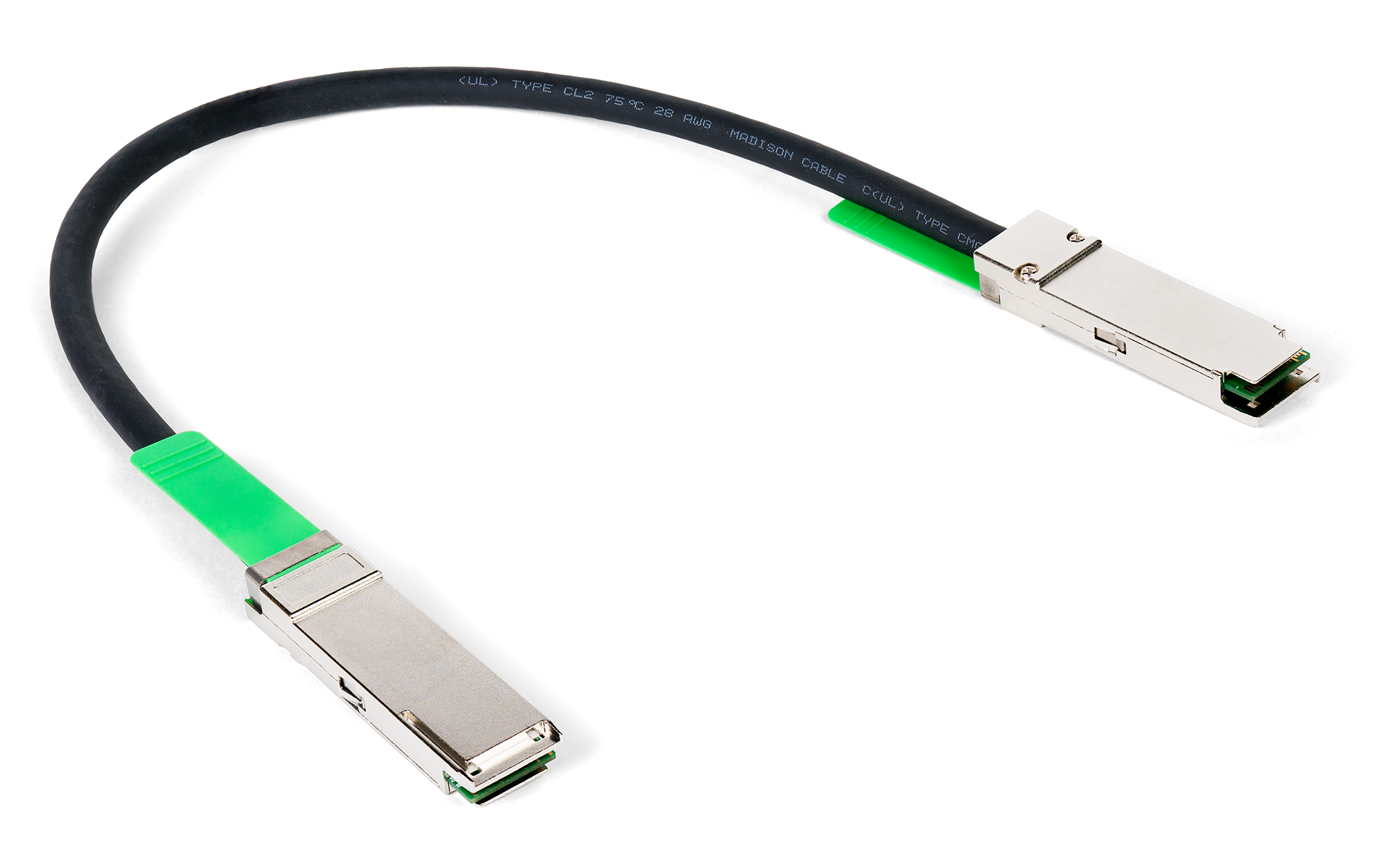
40Gb QSFP+ 구리 트윈액스 케이블

때때로 광 모듈은 외부 세계에 대한 능동 또는 수동 전기 연결을 구현하는 전기 인터페이스 모듈로 대체된다. 이것은 특히 랙 상단 스위치에 연결할 때 링크가 짧을 때 사용된다.

## 전면 패널 광 모듈 MSA
수년 동안 광 모듈 산업에서는 많은 멀티 소스 어그리먼트(MSA)이 생겨나고 사라졌다.

### SFP 및 QSFP 제품군 전면 패널 모듈

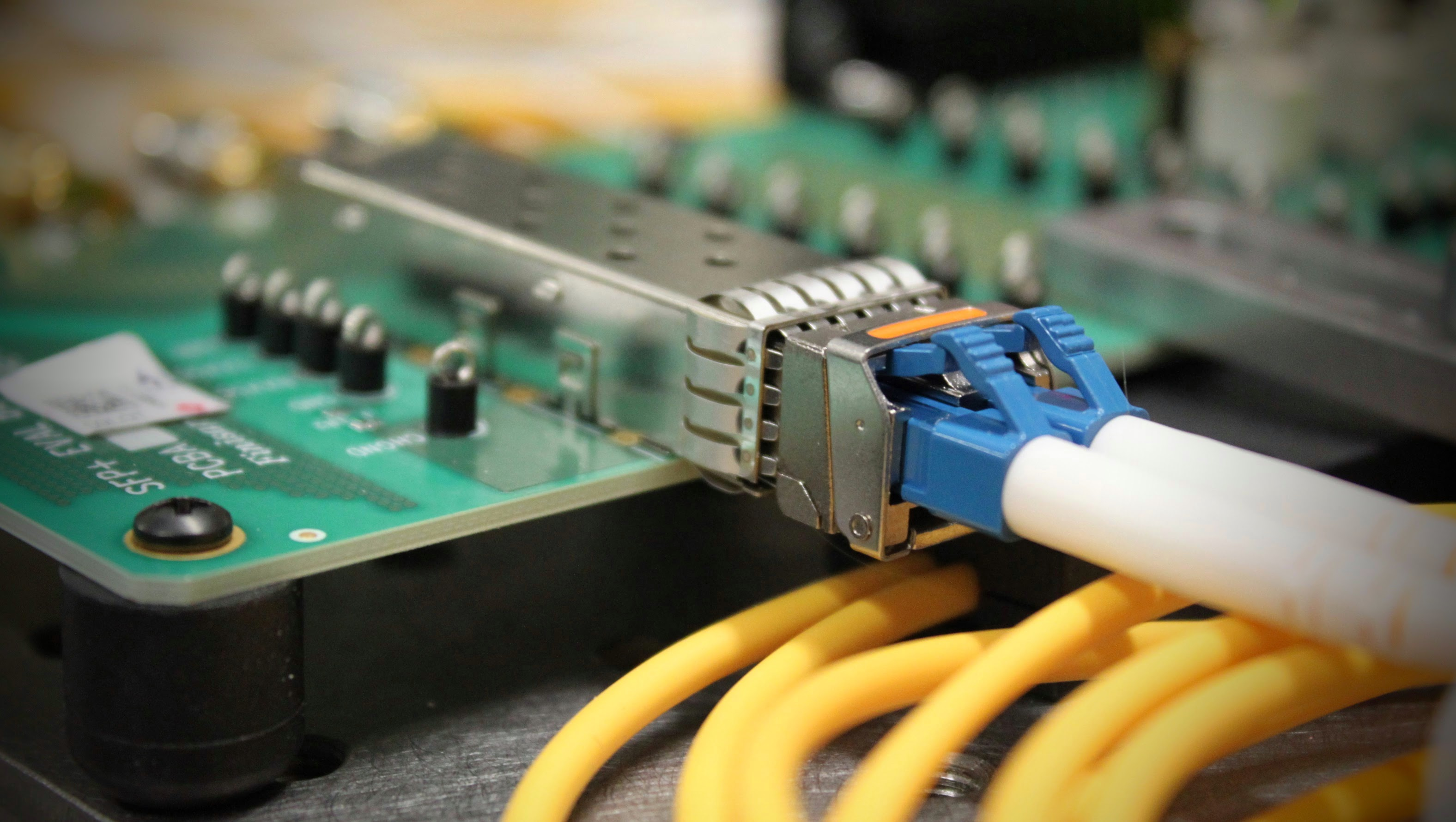
SFP 보드 2

스몰 폼 팩터 플러거블 (SFP) MSA는 수년 동안 많은 광 모듈 폼 팩터를 규정했다.
- 스몰 폼 팩터 플러거블 (SFP)
- QSFP - 쿼드 SFP[9]

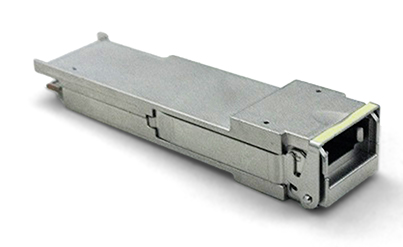
QSFP-40G-SR4 트랜시버

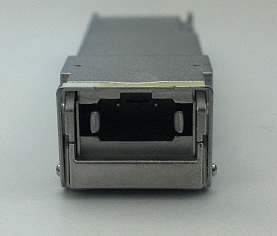
MPO 커넥터 QSFP

- QSFP28 - 4 x 28 Gb/s 인터페이스[10]
- QSFP-DD - 더블 밀도 QSFP
- MicroQSFP
- OSFP 트랜시버 - 약간 더 큰 400GbE 트랜시버 표준

### CFP 제품군 전면 패널 모듈
C 폼 팩터 플러그 가능 (CFP)은 고속 디지털 신호 전송을 위한 공통 폼 팩터에 대한 경쟁 제조업체 간의 MSA이다. 이름의 "C"는 라틴어 C를 사용하여 숫자 100(centum)을 표현하는 데서 유래했는데, 이 표준은 주로 100기가비트 이더넷 시스템을 위해 개발되었기 때문이다.
원래 CFP 사양은 10 Gbit/s 신호가 25 Gbit/s 신호보다 훨씬 더 실현 가능했던 시기에 제안되었다. 따라서 100 Gbit/s 라인 속도를 달성하기 위해 가장 저렴한 솔루션은 10 Gbit/s 10개 레인에 기반을 두었다. 그러나 예상대로 기술 개선으로 더 높은 성능과 더 높은 밀도가 가능해졌다. 따라서 CFP2 및 CFP4 사양이 개발되었다. 전기적으로 유사하지만, 각각 원래 사양 크기의 1/2 및 1/4 폼 팩터를 지정한다. CFP, CFP2 및 CFP4 모듈은 상호 교환할 수 없지만 (적절한 커넥터가 있는 광학 인터페이스에서는 상호 운용 가능) 주의해야 한다.
- C 폼 팩터 플러그 가능 (CFP)
- CFP2
- CFP4
- CFP8

### XENPAK, XPAK 및 X2 전면 패널 모듈
XENPAK MSA는 2001년 3월 12일 공개적으로 발표되었고 문서의 첫 번째 개정판은 2001년 5월 7일 공개되었으며, 애질런트 테크놀로지스와 애지르 시스템즈에 의해 제정된 멀티 소스 어그리먼트(MSA)으로, 전기전자공학자협회 (IEEE) 802.3 워킹 그룹의 10기가비트 이더넷 (10GbE) 표준을 준수하는 광섬유 또는 유선 무선 송수신기 모듈을 정의한다. XENPAK은 동일한 기능을 제공하는 더 작고 컴팩트한 장치로 대체되었다.
MSA의 가장 최근 개정판인 3.0호는 2002년 9월 18일에 발행되었다. 그 결과 당시 IEEE가 802.3ae 10GbE에 대해 정의한 모든 물리적 매체 종속(PMD) 유형을 다루게 되었다. 표준이 2001년에 도입된 직후 두 가지 관련 표준이 등장했다: XPAK와 X2. 이 두 표준은 XENPAK와 동일한 전기 인터페이스(XAUI로 알려짐)를 가졌지만 기계적 특성은 달랐다.

### XFP 제품군 전면 패널 모듈

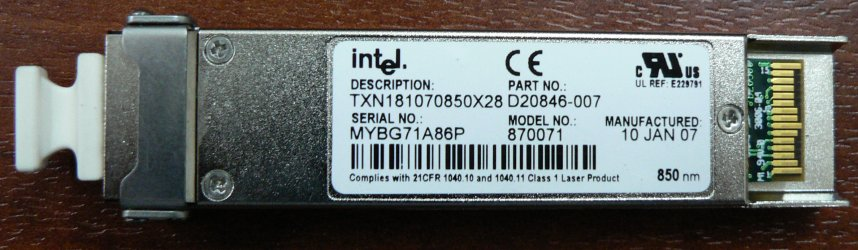
인텔 XFP 트랜시버 (다중 모드 광섬유)

XFP (10 기가비트 스몰 폼 팩터 플러그 가능)는 광섬유를 사용하는 고속 컴퓨터 망 및 통신 링크용 무선 송수신기 표준이다. 2002년 산업 그룹에 의해 정의되었으며, XFI라고 불리는 다른 전기 부품과의 인터페이스도 정의되었다. XFP는 널리 사용되는 스몰 폼 팩터 플러거블, SFP 및 SFP+보다 약간 더 큰 폼 팩터이다.

### OIF 100G 장거리 DWDM 전송 모듈 다중 소스 협정
광학 인터넷워킹 포럼은 장거리 광학용 모듈을 정의했다. 대부분의 다른 광학 MSA는 데이터 센터 시장에 중점을 둔다.

### 기타 전면 패널 모듈
- CPAK - 시스코 전용 모듈[13]

## 온보드 광 모듈 MSA
최근 추세는 전면 패널 대신 인쇄 회로 기판 위에 플러그형 모듈을 배치하는 것이다. 두 개의 MSA가 이 시장을 위한 구현 협정을 진행 중이다.

### COBO 제품군 온보드 모듈
온보드 광학 컨소시엄(COBO)은 2014년에 전면 패널이 아닌 보드 중간에 위치한 광학 인터페이스의 표준화를 위한 본거지를 제공하기 위해 설립되었다.

### CFP 제품군 온보드 모듈
- MSA 5″×7″ (1세대)
- MSA 4″×5″ (2세대)

## 광 모듈 사용자

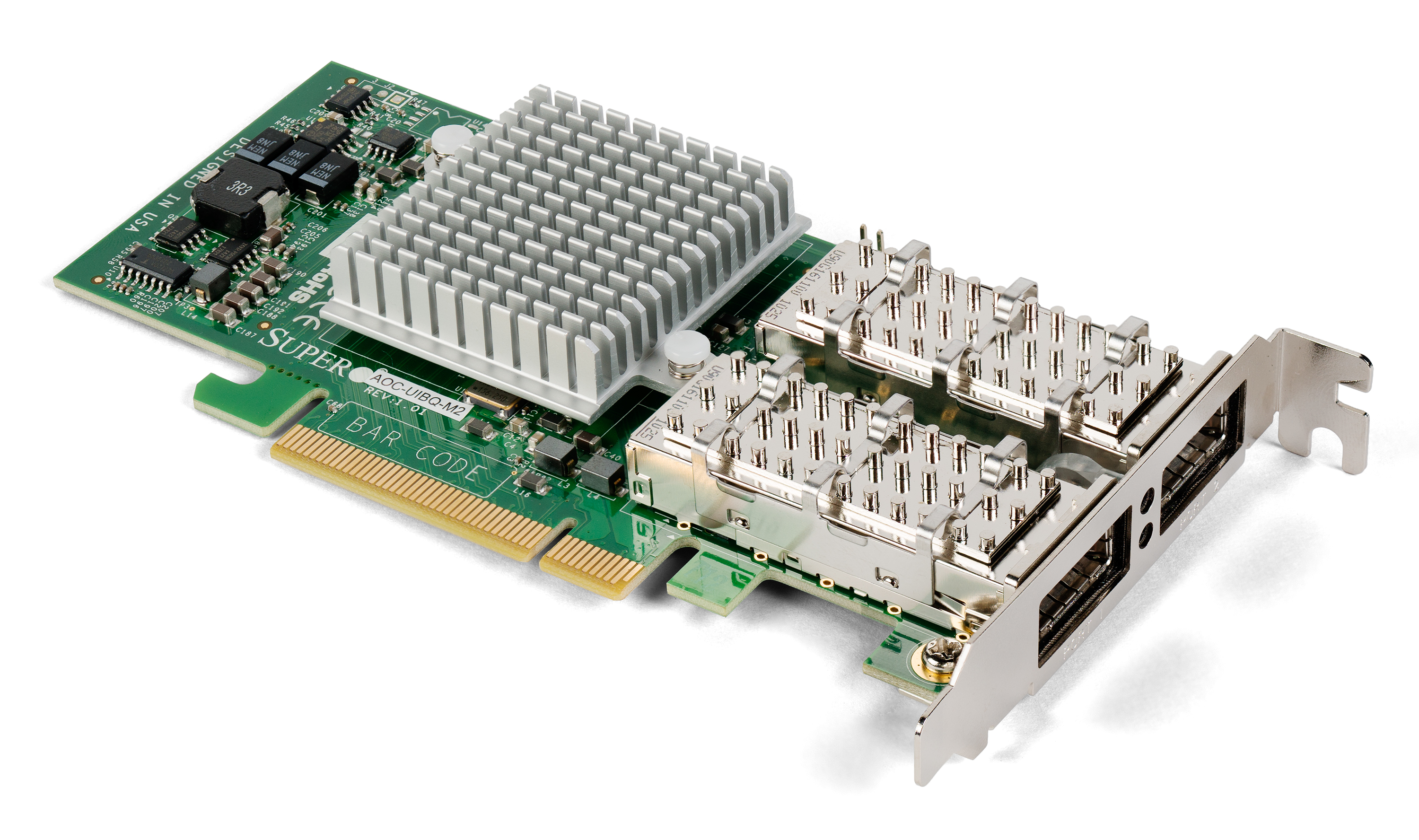
슈퍼마이크로 AOC-UIBQ-M2 듀얼 포트 인피니밴드 HCA

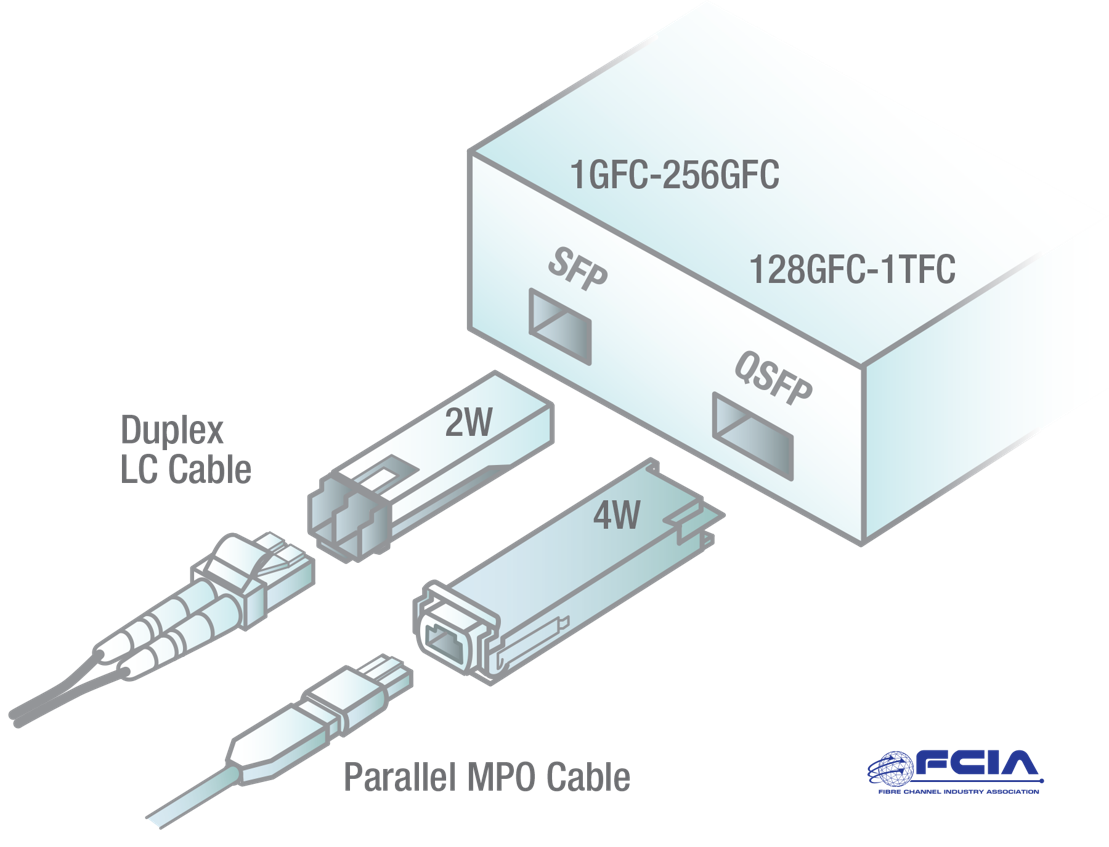
파이버 채널 미디어 및 모듈

여러 표준에서 광 모듈을 사용했다. 아래에서 이러한 더 눈에 띄는 표준 중 일부를 설명한다.

### 인피니밴드
인피니밴드 (IB로 약칭)는 고성능 컴퓨팅에 사용되는 컴퓨터 네트워킹 통신 표준으로, 매우 높은 처리량과 매우 낮은 지연 시간을 특징으로 한다. 컴퓨터 간 및 컴퓨터 내 데이터 상호 연결에 사용된다. 인피니밴드는 서버와 스토리지 시스템 간의 직접 또는 스위치 상호 연결, 그리고 스토리지 시스템 간의 상호 연결로도 활용된다. 인피니밴드는 광 모듈을 광범위하게 사용한다.

### 파이버 채널
파이버 채널 (FC)은 주로 컴퓨터 데이터 스토리지를 서버에 연결하는 데 사용되는 고속 네트워크 기술(일반적으로 초당 1, 2, 4, 8, 16, 32, 128기가비트 속도로 실행됨)이다. 파이버 채널은 주로 상업용 데이터 센터의 스토리지 영역 네트워크(SAN)에서 사용된다. 파이버 채널 네트워크는 하나의 큰 스위치처럼 함께 작동하므로 스위치 패브릭을 형성한다. 파이버 채널은 일반적으로 데이터 센터 내외의 광섬유 케이블에서 실행된다. 파이버 채널은 광 모듈을 광범위하게 사용한다.

### 이더넷
이더넷은 근거리 통신망(LAN), 광역 통신망(MAN), 광대역 통신망(WAN)에서 흔히 사용되는 컴퓨터 네트워킹 기술의 한 종류이다. 이더넷은 고속 인터페이스에서 광 모듈을 광범위하게 사용한다. 광 모듈에 일반적으로 구현되는 대표적인 인터페이스로는 100GBASE-SR4, 100GBASE-LR4, 100GBASE-ER4가 있다.

## 광 모듈 관련 무역 박람회

OFC 로고 파란색 2014년 7월

대규모 광 모듈 산업의 주요 무역 박람회는 매년 남부 캘리포니아에서 개최되는 광섬유 회의(OFC)이다. 이 산업의 다른 유명한 쇼로는 유럽의 ECOC와 일본의 FOE가 있다.

## 같이 보기
- CXP (커넥터)